# Guanda
Guanda este o editură italiană denumită după Ugo Guandalini (1905-1971), un intelectual care a fondat această companie la Modena în 1932, împreună cu prietenul lui, Antonio Delfini. La propunerea pictorului Carlo Mattioli, Guandalini a adoptat ca emblemă a editurii pasărea Phoenix. Sediul companiei a fost transferat în 1936 la Parma.
Guanda este specializată în poezie și în literatura contemporană.

## Istoric
După moartea fondatorului (survenită în 1971), editura a traversat momente financiare dificile. În anii 1980 a avut loc un punct de cotitură: în 1986 marca a fost preluată de editura Longanesi, iar sediul său a fost mutat la Milano. Editura este condusă din 1986 de Luigi Brioschi.
Începând din 2005 Guanda face parte din Gruppo editoriale Mauri Spagnol S.p.A (G.E.M.S.), alături de Corbaccio, Garzanti, Longanesi, Nord, Ponte alle Grazie, Salani, TEA, Vallardi și Superpocket.

## Catalog
Printre autorii publicați de editură se numără: Mario Luzi, Charles Bukowski, Dario Fo, Luis Sepúlveda, Gonçalo M. Tavares, Paola Mastrocola, Arundhati Roy, Roddy Doyle, Ernst Jünger, Irvine Welsh, Valerio Magrelli, Nick Hornby, Javier Cercas, Marco Vichi, Gianni Biondillo, Marco Missiroli, Marco Ghizzoni, Emiliano Gucci, Gianluca Morozzi, Ian Fleming, Jonathan Safran Foer și Matteo Righetto, Arnaldur Indriðason, Helena Janeczek.

## Legături externe
- Sito ufficiale, su guanda.it.
- Guanda, su Treccani.it, Istituto dell'Enciclopedia Italiana.